# Conferencia de las Naciones Unidas sobre el Cambio Climático de 2002
La Conferencia de las Naciones Unidas sobre el Cambio Climático de 2002 fue la 8ª conferencia de las partes de la Convención Marco de las Naciones Unidas sobre el Cambio Climático (CMNUCC), COP8, que se realizó entre el 23 de octubre y el 1 de noviembre de 2002 en Nueva Delhi, India.
La conferencia adoptó la Declaración Ministerial de Delhi que, entre otras acciones, hizo una llamada a los esfuerzos de los países desarrollados para transferir tecnología y minimizar el impacto del cambio climático en los países en vías de desarrollo. También se aprobó el programa de trabajo de Nueva Delhi sobre el Artículo 6 de la Convención.
La COP8 estuvo marcada por las dudas de Rusia, afirmando que necesitaba más tiempo para pensarlo. El Protocolo de Kioto podría entrar en vigor una vez que haya sido ratificado por 55 países, incluidos los países responsables del 55 por ciento de las emisiones de dióxido de carbono de 1990 del mundo desarrollado. Con Estados Unidos (36,1% del dióxido de carbono del mundo desarrollado) y Australia que rechazaron la ratificación, se requirió el acuerdo de Rusia (17% de las emisiones globales en 1990) para cumplir con los criterios de ratificación y, por tanto, Rusia podría retrasar el proceso.